# Listă de compozitori de muzică cultă: L

## La
- Théodore Labarre (1805 - 1870)
- Joseph L'Abbé (1727 - 1803)
- Joseph Labitzky (1802 - 1881)
- Joseph Labor (1842 - 1924)
- Mario Labroca (1896 - 1973)
- Wiktor Labuński (1895 - 1974)
- Francisco de Lacerda (1869 - 1934)
- Osvaldo Lacerda (n. 1927)
- Helmut Lachenmann (n. 1935)
- Franz Lachner (1803 - 1890)
- Ignaz Lachner (1807 - 1895)
- Vincenz Lachner (1811 - 1893)
- Louis Lacombe (1818 - 1884)
- Paul Lacombe (1837 - 1927)
- Ezra Ladermann (n. 1924)
- Ignaz Anton Ladurner (1766 - 1839)
- Joseph Aloys Ladurner (1769 - 1851)
- Ruggero Laganà (n. 1956)
- Christian Lahusen (1886 - 1975)
- László Lajtha (1892 - 1963)
- Yehoshua Lakner (1924 - 2003)
- Édouard Lalo (1823 - 1892)
- Juarés Lamarque Pons (n. 1917)
- Joseph Francis Lamb (1877 - 1960)
- Francesco Lambardi (în jur de 1587 - 1642)
- Constant Lambert (1905 - 1951)
- Lucien Lambert (1858 - 1945)
- Michel Lambert (1610 - 1696)
- Ton Lambij (1954 - 2002)
- John La Montaine (n. 1920)
- Walter Lampe (1872 - 1964)
- Gerhard Lampersberg (1928 - 2002)
- Elmar Lampson (n. 1952)
- Giovanni Battista Lampugnani (1706 - după 1784)
- Stefano Landi (1587 - 1639)
- Francesco Landini (în jur de 1325 - 1397)
- Marcel Landowski (1915 - 1999)
- Guillaume Landré (1905 - 1968)
- Cristina Landuzzi (n. 1961)
- Hans Lang (1897 - 1968)
- István Láng (n. 1933)
- Ivana Lang (1912 - 1983)
- Johann Georg Lang (1724 - 1794)
- Max Lang (1917 - 1987)
- Walter Lang (1896 - 1966)
- Gustav Lange (1830 – 1889)
- Rued Langgaard (1893 - 1952)
- Siegfried Langgaard (1852 - 1914)
- Jean Langlais (1907 - 1991)
- Joseph Lanner (1801 - 1843)
- Paul Lansky (n. 1944)
- Pierre Lantier (1910 - 1998)
- Hugo de Lantins (în jur de 1425)
- Alcides Lanza (n. 1927)
- Raoul Laparra (1876 - 1943)
- Erasmus Lapicida (în jur de 1450 - 1547)
- André Laporte (n. 1931)
- Pietro Lappi (înc. sec.XVI)
- Carlos Lara-Bareiro (1914 - 1987)
- John Francis Larchet (1884 - 1967)
- Lars-Erik Larsson (1908 - 1986)
- Pierre de La Rue (în jur de 1460 - 1518)
- Alexander Lasoń (n. 1951)
- Eduard Lassen (1830 - 1904)
- Ferdinand di Lasso (? - 1609)
- Orlando di Lasso (1532 - 1594)
- Christian Ignatius Latrobe (1757 - 1836)
- Felice Lattuada (1882 - 1962)
- Heinz Lau (1925 - 1975)
- Anne Lauber (n. 1943)
- Joseph Lauber (1864 - 1952)
- Thomas Lauck (n. 1943)
- Herbert Lauermann (n. 1955)
- Morten Lauridsen (n. 1943)
- Rachel Laurin (n. 1961)
- Franz Seraphinus Lauska (1764 - 1825)
- Calixa Lavallée (1842 - 1891)
- Philbert de Lavigne (în jur de 1740)
- Carlos Lavin (1883 - 1962)
- Wesley La Violette (1894 - 1978)
- Mario Lavista (n. 1943)
- Louis Lavoye (1877 - 1975)
- Dionysios Lavrangas (1864 - 1941)
- Marc Lavry (1903 - 1967)
- William Lawes (decedat 1645)
- Henri Lazarof (n. 1932)
- Filip Lazăr (1894 - 1936)

## Le
- Luise Adolpha Le Beau (1850 - 1927)
- Nicolas Antoine Le Bègue (1631 - 1702)
- Lojze Lebič (n. 1934)
- Leonhard Lechner (în jur de 1553 - 1606)
- Jean-Marie Leclair (1697 - 1764)
- Juan Vicente Lecuna (1899 - 1954)
- Ernesto Lecuona (1896 - 1963)
- Roman Ledenjow (n. 1930)
- Jacques Leduc (n. 1932)
- Louis James Alfred Lefébure-Wely (1817 - 1869)
- Paul Le Flem (1881 - 1984)
- Guillaume Legrant (1418 - 56)
- Johannes Legrant (1420 - 40)
- Franz Lehár (1870 - 1948)
- René Leibowitz (1913 - 1972)
- Jón Leifs (1899 - 1968)
- Guillaume Lekeu (1870 - 1894)
- Leonardo Leo (1694 - 1744)
- Ruggiero Leoncavallo (1857 - 1919)
- Leonin (activ intre 1163 - 1190 ?)
- Maurice Le Roux (n. 1923)
- Jean-François Lesueur (1760 - 1837)
- Louis Lewandowski (1821 - 1894)
- Sara Lewina (1906 - 1976)
- Juri Lewitin (1912 - 1993)

## Li
- Rolf Liebermann (1910 - 1999)
- Bertus van Lier (1906 - 1972)
- György Ligeti (1923 - 2006)
- Douglas Lilburn (1915 - 2001)
- Ingvar Lidholm (n. 1921)
- Magnus Lindberg (n. 1958)
- Oskar Lindberg (1887 - 1955)
- Adolf Fredrik Lindblad (1801 - 1878)
- Joachim-Dietrich Link (1925 - 2001)
- Dinu Lipatti (1917 - 1950)
- Karol Lipinski (1790 - 1869)
- Vatroslav Lisinski (1819 - 1854)
- Franz Liszt (1811 - 1886)
- Ferdo Livadić (1799- 1878)

## Lj
- Anatoli Ljadow (1855 - 1914)
- Sergej Ljapunow (1859 - 1924)
- Boris Ljatoschinski (1895 - 1968)

## Ll
- George Lloyd (1913 - 1998)

## Lo
- Pietro Locatelli (1695 - 1764)
- Jacques Loeillet (1685 - 1748)
- Jean Baptiste Loeillet (de Gant / John of London) (1680(?) - 1730)
- Carl Loewe (1796 - 1869)
- Albert Lortzing (1801 - 1851)
- Antonio Lotti (1666 - 1740)
- Arthur Lourié (1892-1966)

## Lu
- Vincent Lübeck (1654 - 1740)
- Andrea Luchesi (1741 - 1801)
- Otto Luening (1900 - 1996)
- Jean-Baptiste Lully (1632 - 1687)
- Hans Christian Lumbye (1810 - 1874)
- Anna Lüse (n. 1949)
- Witold Lutosławski (1913 - 1994)

## Ly
- Christopher Lyndon-Gee (n. 1954)